# Љубинка Стојановић
Љубинка Стојановић (1979) српски је драмски писац, сценариста и универзитетски предавач.

## Биографија
Студирала је немачки језик и књижевност а дипломирала је драматургију на Академији БК у класи Синише Ковачевића. Мастерирала је театрологију на Факултету драмских уметности.
Дела су јој превођена на енглески језик и словеначки језик и објављена у неколико антологија.
Сценариста је емисија у оквиру дечјег, школског, образовног, документарног програма РТС-а.

## Награде
- Награда за најбољу драматизацију, текста инспирисаног животом Силвије Плат У потрази за бојом кестена, Сарајево, БиХ,  (2011)[3]
- Комад Пит проглашен за најбољи драмски текст сезоне 2009/2010. Београд, Србија (2010)[3]
- Заборављени умови Србије - награда за најбољу серију Документарног програма РТС-а (2009)[3]
- Мостарски театар младих, Победница на регионалном конкурсу за оригинални драмски текст са комадом Пит, Мостар, БиХ (2008)[3]
- The Accidental Festival, The Central School of Speech & Drama, Institute of Contemporary Arts, прва награда по избору публике,  фестивала у оквиру савремене источно-европске драме, Лондон (2007)[3]

## Дела

### Позориште
- Живот у гробу, Српско народно позориште, 2005.[1][4]
- Вук и седам јарића, драматург, Позориште лутака „Пинокио”, 2007.[1][4]
- Пит, ДАДОВ, 2009.[1]
- Голубарник[1]
- Златна удица[1]
- У потрази за бојом кестена, адаптација комада Сафета Плакал, у режији Стевана Бодроже, Мостар, БиХ (2010)[3]
- Балада о лососу и згаженој трави, Мостарски театар младих, режија Сеад Ђулић, комад је премијерно изведен у Сребреници, БиХ, као резултат регионалне сарадње. (2010)[3]
- Милин Послић, Културни центар Вук Караџић, Р’Н’Р мјузикл за децу »Милин Послић«, режија Иван Јевтовиц, отварање 6. дечјег фестивала Звездариште, Београд (2008)[3]

### Филм и ТВ
- Заборављени умови Србије, епизода Станоје Станојевић[1]
- Горки плодови, сарадник на сценарију[1]
- Пролећна песма, сценариста